# Transport de troupes Kangaroo
Pour les articles homonymes, voir Kangourou (homonymie).
Le transport de troupes Kangaroo est un véhicule de transport de troupes blindé développé durant la Seconde Guerre mondiale à partir du châssis d'un canon automoteur de M7 Priest. Conçu comme une réponse rapide au transport coordonné de l'infanterie et des blindés durant l’opération Totalize par le lieutenant général Guy Simonds pour les troupes canadiennes, ils se montrèrent si efficaces que les Britanniques et les Américains adoptèrent rapidement le concept. Leur habileté de manœuvre sur le front leur donnait un avantage majeur sur les tentatives antérieures de créer un transport blindé pour les fantassins. Ils sont l'ancêtre des transports de troupes modernes.

## Histoire
En 1944, le général Crerar, commandant la 1re armée canadienne, était préoccupé par le problème de relève de ses troupes. Certaines troupes du lieutenant-général Guy Simonds, commandant du 2e corps canadien, avaient utilisé des canons automoteurs M7 Priest lors du Débarquement de Normandie et il pensa les modifier pour transporter ses troupes afin de limiter les pertes. Ainsi sont nés les Kangaroos.
Les 102 M7 utilisés à Juno Beach par les régiments de trois divisions d'infanterie canadiennes n'était en effet plus nécessaires et avaient été remplacés par des canons tractés de type QP25 à la fin juillet 1944. Simonds chargea son atelier mécanique mobile nommé Kangaroo de les modifier en enlevant le canon et fermant l'ouverture pour celui-ci par une plaque soudée. Les Priests (prêtres) ainsi défroqués reçurent le nom de Kangaroo. Ils firent leur début lors de l’Opération Totalize le 8 août 1944 et furent utilisés ensuite dans toutes les opérations pour libérer les ports de la Manche. 
Les canadiens modifièrent également des chars Ram et Sherman M4. Le nom Kangaroo fut appliqué à tout char modifié de la sorte. Le personnel du 1er escadron de transport blindé du Canada et du 49e régiment de transport blindé, sous le commandement de la 79e division blindée britannique (fameuse pour les Hobart's Funnies), opérèrent ces véhicules en Normandie. Les Priests, qui appartenaient aux forces américaines, furent retournés à leur propriétaire après la campagne.

## Importance

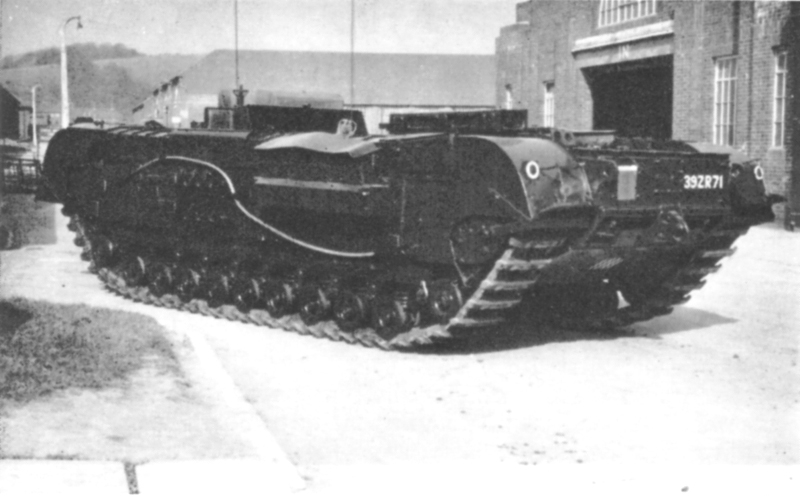
Un Kangaroo Churchill d'après-guerre

Durant la Seconde Guerre mondiale, les troupes d’infanterie mécanisée étaient transportées par des véhicules légers, souvent des Bren Carriers ou des autochenilles blindés M3. Leur performances étaient bien meilleures que les camions mais leur blindage moins importants que les chars d'assaut. Pour coordonner une attaque entre l'infanterie et les blindés, ils pouvaient suivre mais la protection des troupes n'était pas suffisante. Ceci était particulièrement problématique pour les troupes canadiennes et britanniques dont les réserves étaient limitées. La solution pratique des Kangaroos lança le développement des véhicules de transport de troupes blindés qui s'est généralisé à toutes les armées depuis ce temps.

### Source
- (en) Cet article est partiellement ou en totalité issu de l’article de Wikipédia en anglais intitulé « Kangaroo (armoured personnel carrier) » (voir la liste des auteurs).